# Makói gázmező
A makói gázmező a Makói-árok gázfelhalmozódása, egy nagy földgázmező Makó mellett, Magyarország délkeleti részén.

## Kialakulása
A Makói-árok üledékes mélymedencéje a Pannon-medence magyarországi területének déli részén, a Dél-Alföldön található. A miocén folyamán jött létre, a 7 km mélységet is elérő árkot törmelékes üledékek töltik ki. A medence legalján található durva üledékek (kavics, konglomerátum) közeli lepusztulási területről származnak, A késő-miocénben az erőteljesen süllyedő Makói-árok kezdetben tavi, majd folyóvízi üledékekkel töltődött fel. A rétegsorban alul mélyvízi márga és agyag, majd turbidites kifejlődésű homok települ, amelyre delta-, majd folyóvízi környezetben felhalmozódott pliocén és negyedidőszaki üledékek következnek.

## Kutatása
Már az 1960-as évek óta közismert volt, hogy Makó mellett nagy földgázmező található. Hátránya, hogy a gázlerakódás mélysége körülbelül 5000 méter, illetve hogy az átlagosnál nagyobb a mélységi hőmérsékletnövekedés Magyarországon (körülbelül 20 méterenkénti 1 Celsius fok a melegedés, az egyébként 50 méterenkénti 1 Celsius fokkal szemben). A Makói-árok területén a mélységben uralkodó rendkívül magas hőmérséklet és nyomás kiemelten hátrányos tényezőket jelentenek.
Az 1980-as évek végén a Világbank finanszírozott egy mélyfúrási programot Magyarországon, az amerikai geológiai hatóság vezetésével. A felmérés adataira felfigyelt egy amerikai geológus, John Gustavson, aki 1998-ban kutatási engedélyt szerzett a Makói-árok területének egy részére. Tőle Marc A. Brunert vette meg koncesszióját, aki megalapította a kanadai székhelyű Falcon Oil & Gas Ltd. nevű vállalatot. 2005-ben három kutatófúrással kijelölte a lelőhely határait, majd három másik fúrást is mélyített a terület közepén. Ezt követően megalapította  magyarországi vállalkozását, a TXM Gáz- és Olajkutató Kft.-t, mely intenzív terepi tevékenységbe kezdett. A gáztelített cella megismerése céljából kutatófúrásokat mélyített (Pusztaszer, Székkutas, Magyarcsanád, Makó), valamint felszíni háromdimenziós szeizmikus méréseket végzett.
Kilencven százalékos valószínűséggel Makó több mint 600 milliárd köbméter feltárható földgázkinccsel rendelkezik, állt a jónevű tanácsadó cég, a Scotia Group Brunertéknek készített tanulmányában. Későbbi becslések már közel 1550 milliárd köbméter földgázkincset prognosztizáltak.

## Kutatás és termelés (upstream)
A Falcon Oil & Gas Ltd. 2005-ben 40 évre megvásárolta a kitermelési jogokat a magyar államtól. A próbakitermelést 2006-ban kezdték meg napi 327 hordó (52,0 m³) kőolajjal és 110.000 köbméter földgázzal. 2007 májusában kiterjesztett, 100.000 hektár területre szóló koncessziót kapott a magyar kormánytól. Ez az egyik legnagyobb koncesszió, amit valaha adtak Európában. A Falcon Oil & Gas 2008 áprilisában az ExxonMobillal kötött 300 millió dolláros kutatási-termelési szerződést, mely néhány nappal később bejelentette, hogy újabb megállapodást is kötött, mégpedig a MOL-lal, a makói területen végzendő kutatásra. Tehát a MOL az ExxonMobil partnereként is együttműködött a magyarországi kutatásban.
2009-ben a Makói-árokban a Makó M–7 kút számított Magyarország addigi legmélyebb fúrásának, 6085 méteres talpmélységgel. A fúrás a kristályos aljzat kőzeteiben állt meg.
2010 februárjában mind az ExxonMobil, mind a MOL feladta a kutatást a potenciális kitermelés magas fajlagos költségére hivatkozva.
A makói nem konvencionális földgázmező feltárásával kapcsolatos kutatás hatalmas költséget okozott a Falcon-érdekeltség számára: a 2010-es mérleg 30,8 milliárd forint veszteséget könyvelt el, a 2011-es 9,8 milliárd forintot mutatott ki. A veszteséget a TXM Olaj és Gázkutató Kft. viselte,

## Kontinuitás
2011-ben a Magyar Földtani Társulat részletes tanulmányban a felszínre hozható földgázmennyiséget 490–650 milliárd köbméterre becsülte. Tehát még valószínűbbé vált, hogy a hatalmas várakozások ellenére a Scotia Group becslése a helytálló, nem lehetett megerősíteni a még mindig élő reményt, hogy a Makói-árokban hatalmas kitermelhető földgázkészletet rejtő medenceközponti földgázelőfordulás található. A makói földgázkincs kiaknázásának prognosztizálható jövedelmezősége így jóval elmaradt az ismert, gazdaságosan működő egyesült államokbeli és kanadai versenytársakétól.
A Falcon Oil & Gas mindezek ellenére  folytatja az egyelőre veszteséges palagázkutatást.

## Fordítás
- Ez a szócikk részben vagy egészben  a   Makó gas field című angol Wikipédia-szócikk ezen változatának fordításán alapul.  Az eredeti cikk szerkesztőit annak laptörténete sorolja fel. Ez a jelzés csupán a megfogalmazás eredetét és a szerzői jogokat jelzi, nem szolgál a cikkben szereplő információk forrásmegjelöléseként.